# Final de Ascenso 2012-13
La Final de Ascenso 2012-13 fue una llave de definición en la cual se enfrentó el campeón del Torneo Apertura 2012: La Piedad, contra el campeón del Torneo Clausura 2013: Toros Neza, disputándose en partidos de ida y vuelta, para determinar al equipo que ascendería a la Liga MX.

## Sistema de competición
Disputarán el ascenso a la Liga MX los campeones de los Torneos Apertura 2012 y Clausura 2013. El Club con mayor número de puntos en la Tabla General de Clasificación de la Temporada 2012-2013, (tabla que suma los puntos obtenidos por los Clubes participantes durante ambos Torneos) y tomando en cuenta los criterios de desempate establecidos en el reglamento de competencia, será el que juegue como local el partido de vuelta, eligiendo el horario del mismo y debiéndose jugar obligatoriamente en miércoles y sábado.
El Club vencedor de la Final de Ascenso a la Liga MX será aquel que en los dos partidos anote el mayor número de goles, criterio conocido como marcador global. Si al término del tiempo reglamentario el partido está empatado, se agregarán dos tiempos extras de 15 minutos cada uno. De persistir el empate en estos periodos, se procederá a lanzar tiros penales, hasta que resulte un vencedor.
Si el Club vencedor es el mismo en los dos Torneos, se producirá el ascenso automáticamente.

## Información de los equipos
| Equipo    | Entrenador        | Estadio       | Ciudad                           | Capacidad | Kit      |
| --------- | ----------------- | ------------- | -------------------------------- | --------- | -------- |
| Neza      | Roberto Hernández | Neza 86       | Nezahualcóyotl, Estado de México | 20 000    | Atletica |
| La Piedad | Cristóbal Ortega  | Juan N. López | La Piedad, Michoacán             | 17 000    | Odra     |

## Partidos

### Neza-La Piedad
| 15 de mayo de 2013, 16:00 | La Piedad | 0:1 (0:1) | Neza       | Estadio Juan N. López, La Piedad, Michoacán                     |                                                                 |
|                           |           | Reporte   | Guzmán 32' | Asistencia: 10 135 espectadores Árbitro(s): Roberto Ríos Jacome | Asistencia: 10 135 espectadores Árbitro(s): Roberto Ríos Jacome |

| 18 de mayo de 2013, 15:00                      | Neza                                   | 0:1 (0:1, 0:1) (3:5 p.) | La Piedad                                 | Estadio Neza 86, Nezahualcóyotl, Estado de México                      |                                                                        |
|                                                |                                        | [ (enlace roto disponible en Internet Archive; véase el historial, la primera versión y la última). prórroga = sí Reporte] | Martínez 25'                              | Asistencia: 12 550 espectadores Árbitro(s): Erick Yair Miranda Galindo | Asistencia: 12 550 espectadores Árbitro(s): Erick Yair Miranda Galindo |
|                                                |                                        | Tiros desde el punto penal                                                                                                 |                                           |                                                                        |                                                                        |
|                                                | Rosas · Guzmán · Sepúlveda · Loeschbor | | Rojas · Cid · Santana · García · Martínez |                                                                        |                                                                        |
| La Piedad Campeón de Ascenso 2012-13 (5:3 p.). |                                        | |                                           |                                                                        |                                                                        |

#### Final - Ida
| 26    | POR   | Mario Rodríguez   |     |
| 5     | DEF   | Braulio Godínez   |     |
| 7     | DEF   | Emmanuel Gil      |     |
| 15    | DEF   | Jesus Sánchez     |     |
| 18    | DEF   | Juan Carlos Gómez |     |
| 22    | DEF   | Carlos Cárdenas   | 67' |
| 8     | MED   | Fernando Santana  |     |
| 16    | MED   | Óscar Rojas       |     |
| 17    | MED   | Emmanuel García   |     |
| 10    | DEL   | Jesús Padilla     | 73' |
| 11    | DEL   | Rafael Murguía    | 60' |
| D. T. | D. T. | Cristóbal Ortega  |     |

| 44    | POR   | Miguel Fraga      |     |
| 36    | DEF   | Emanuel Loeschbor |     |
| 37    | DEF   | Éder Morales      |     |
| 38    | DEF   | Alberto Lucio     |     |
| 55    | DEF   | David Stringel    |     |
| 46    | MED   | José Rosas        | 60' |
| 60    | MED   | Lucas Rimoldi     | 43' |
| 64    | MED   | Diego Mejía       |     |
| 59    | DEL   | Ever Guzmán       |     |
| 68    | DEL   | Rodrigo Prieto    | 71' |
| 69    | DEL   | Ángel Sepúlveda   |     |
| D. T. | D. T. | Roberto Hernández |     |

| 27 | Delantero      | Sinecio González | 60' |
| 6  | Centrocampista | Luis Martínez    | 67' |
| 28 | Delantero      | Wilson Moreno    | 73' |

| 45 | Centrocampista | Ismael Pineda   | 43' |
| 66 | Delantero      | Ernest Nungaray | 60' |
| 56 | Defensa        | Alejandro Muñóz | 71' |

| 32' | Ever Guzmán | 0:1 |

| 86' | Óscar Rojas |

| 24' · 61' · 86' · 87' | José Rosas Miguel Fraga Éder Morales Alejandro Muñóz |

| Principal  | Roberto Ríos Jácome              |
| Asistentes | Miguel Ángel Reynoso Arce        |
|            | Christian Kiabek Espinoza Zavala |
| Cuarto     | León Vicente Barajas Anzures     |

| Alineación inicial |

| 26    | POR   | Mario Rodríguez   |     |
| 5     | DEF   | Braulio Godínez   |     |
| 7     | DEF   | Emmanuel Gil      |     |
| 15    | DEF   | Jesus Sánchez     |     |
| 18    | DEF   | Juan Carlos Gómez |     |
| 22    | DEF   | Carlos Cárdenas   | 67' |
| 8     | MED   | Fernando Santana  |     |
| 16    | MED   | Óscar Rojas       |     |
| 17    | MED   | Emmanuel García   |     |
| 10    | DEL   | Jesús Padilla     | 73' |
| 11    | DEL   | Rafael Murguía    | 60' |
| D. T. | D. T. | Cristóbal Ortega  |     |

| 44    | POR   | Miguel Fraga      |     |
| 36    | DEF   | Emanuel Loeschbor |     |
| 37    | DEF   | Éder Morales      |     |
| 38    | DEF   | Alberto Lucio     |     |
| 55    | DEF   | David Stringel    |     |
| 46    | MED   | José Rosas        | 60' |
| 60    | MED   | Lucas Rimoldi     | 43' |
| 64    | MED   | Diego Mejía       |     |
| 59    | DEL   | Ever Guzmán       |     |
| 68    | DEL   | Rodrigo Prieto    | 71' |
| 69    | DEL   | Ángel Sepúlveda   |     |
| D. T. | D. T. | Roberto Hernández |     |

| 27 | Delantero      | Sinecio González | 60' |
| 6  | Centrocampista | Luis Martínez    | 67' |
| 28 | Delantero      | Wilson Moreno    | 73' |

| 45 | Centrocampista | Ismael Pineda   | 43' |
| 66 | Delantero      | Ernest Nungaray | 60' |
| 56 | Defensa        | Alejandro Muñóz | 71' |

| 32' | Ever Guzmán | 0:1 |

| 86' | Óscar Rojas |

| 24' · 61' · 86' · 87' | José Rosas Miguel Fraga Éder Morales Alejandro Muñóz |

| Principal  | Roberto Ríos Jácome              |
| Asistentes | Miguel Ángel Reynoso Arce        |
|            | Christian Kiabek Espinoza Zavala |
| Cuarto     | León Vicente Barajas Anzures     |

| Alineación inicial |

| 26    | POR   | Mario Rodríguez   |     |
| 5     | DEF   | Braulio Godínez   |     |
| 7     | DEF   | Emmanuel Gil      |     |
| 15    | DEF   | Jesus Sánchez     |     |
| 18    | DEF   | Juan Carlos Gómez |     |
| 22    | DEF   | Carlos Cárdenas   | 67' |
| 8     | MED   | Fernando Santana  |     |
| 16    | MED   | Óscar Rojas       |     |
| 17    | MED   | Emmanuel García   |     |
| 10    | DEL   | Jesús Padilla     | 73' |
| 11    | DEL   | Rafael Murguía    | 60' |
| D. T. | D. T. | Cristóbal Ortega  |     |

| 44    | POR   | Miguel Fraga      |     |
| 36    | DEF   | Emanuel Loeschbor |     |
| 37    | DEF   | Éder Morales      |     |
| 38    | DEF   | Alberto Lucio     |     |
| 55    | DEF   | David Stringel    |     |
| 46    | MED   | José Rosas        | 60' |
| 60    | MED   | Lucas Rimoldi     | 43' |
| 64    | MED   | Diego Mejía       |     |
| 59    | DEL   | Ever Guzmán       |     |
| 68    | DEL   | Rodrigo Prieto    | 71' |
| 69    | DEL   | Ángel Sepúlveda   |     |
| D. T. | D. T. | Roberto Hernández |     |

| 27 | Delantero      | Sinecio González | 60' |
| 6  | Centrocampista | Luis Martínez    | 67' |
| 28 | Delantero      | Wilson Moreno    | 73' |

| 45 | Centrocampista | Ismael Pineda   | 43' |
| 66 | Delantero      | Ernest Nungaray | 60' |
| 56 | Defensa        | Alejandro Muñóz | 71' |

| 32' | Ever Guzmán | 0:1 |

| 86' | Óscar Rojas |

| 24' · 61' · 86' · 87' | José Rosas Miguel Fraga Éder Morales Alejandro Muñóz |

| Principal  | Roberto Ríos Jácome              |
| Asistentes | Miguel Ángel Reynoso Arce        |
|            | Christian Kiabek Espinoza Zavala |
| Cuarto     | León Vicente Barajas Anzures     |

| Alineación inicial |

| 26    | POR   | Mario Rodríguez   |     |
| 5     | DEF   | Braulio Godínez   |     |
| 7     | DEF   | Emmanuel Gil      |     |
| 15    | DEF   | Jesus Sánchez     |     |
| 18    | DEF   | Juan Carlos Gómez |     |
| 22    | DEF   | Carlos Cárdenas   | 67' |
| 8     | MED   | Fernando Santana  |     |
| 16    | MED   | Óscar Rojas       |     |
| 17    | MED   | Emmanuel García   |     |
| 10    | DEL   | Jesús Padilla     | 73' |
| 11    | DEL   | Rafael Murguía    | 60' |
| D. T. | D. T. | Cristóbal Ortega  |     |

| 44    | POR   | Miguel Fraga      |     |
| 36    | DEF   | Emanuel Loeschbor |     |
| 37    | DEF   | Éder Morales      |     |
| 38    | DEF   | Alberto Lucio     |     |
| 55    | DEF   | David Stringel    |     |
| 46    | MED   | José Rosas        | 60' |
| 60    | MED   | Lucas Rimoldi     | 43' |
| 64    | MED   | Diego Mejía       |     |
| 59    | DEL   | Ever Guzmán       |     |
| 68    | DEL   | Rodrigo Prieto    | 71' |
| 69    | DEL   | Ángel Sepúlveda   |     |
| D. T. | D. T. | Roberto Hernández |     |

| 27 | Delantero      | Sinecio González | 60' |
| 6  | Centrocampista | Luis Martínez    | 67' |
| 28 | Delantero      | Wilson Moreno    | 73' |

| 45 | Centrocampista | Ismael Pineda   | 43' |
| 66 | Delantero      | Ernest Nungaray | 60' |
| 56 | Defensa        | Alejandro Muñóz | 71' |

| 32' | Ever Guzmán | 0:1 |

| 86' | Óscar Rojas |

| 24' · 61' · 86' · 87' | José Rosas Miguel Fraga Éder Morales Alejandro Muñóz |

| Principal  | Roberto Ríos Jácome              |
| Asistentes | Miguel Ángel Reynoso Arce        |
|            | Christian Kiabek Espinoza Zavala |
| Cuarto     | León Vicente Barajas Anzures     |

| Alineación inicial |

#### Final - Vuelta
| 44    | POR   | Miguel Fraga      |      |
| 36    | DEF   | Emanuel Loeschbor |      |
| 37    | DEF   | Éder Morales      |      |
| 38    | DEF   | Alberto Lucio     |      |
| 55    | DEF   | David Stringel    |      |
| 60    | MED   | Lucas Rimoldi     | 9'   |
| 61    | MED   | Rodolfo Vilchis   | 35'  |
| 64    | MED   | Diego Mejía       |      |
| 59    | DEL   | Ever Guzmán       |      |
| 68    | DEL   | Rodrigo Prieto    | 102' |
| 69    | DEL   | Ángel Sepúlveda   |      |
| D. T. | D. T. | Roberto Hernández |      |

| 26    | POR   | Mario Rodríguez   |      |
| 5     | DEF   | Braulio Godínez   |      |
| 7     | DEF   | Emannuel Gil      |      |
| 15    | DEF   | Jesus Sánchez     |      |
| 18    | DEF   | Juan Carlos Gómez |      |
| 22    | DEF   | Carlos Cárdenas   | 105' |
| 6     | MED   | Luis Martínez     |      |
| 8     | MED   | Fernando Santana  |      |
| 16    | MED   | Óscar Rojas       |      |
| 17    | MED   | Emmanuel García   |      |
| 27    | DEL   | Sinecio González  | 60'  |
| D. T. | D. T. | Cristóbal Ortega  |      |

| 46 | Centrocampista | José Rosas      | 9'   |
| 66 | Delantero      | Ernest Nungaray | 35'  |
| 70 | Delantero      | Eduardo Mendoza | 102' |

| 10 | Delantero | Jesús Padilla ( 96') | 60'  |
| 11 | Delantero | Rafael Murguía       | 96'  |
| 19 | Defensa   | Hugo Cid             | 105' |

| 25' | Luis Martínez | 0:1 |

| Acierto de penal · Fallo de penal (Atajado) · Acierto de penal · Acierto de penal | José Rosas Ever Guzmán Ángel Sepúlveda Emanuel Loeschbor | 1:1 1:2 2:3 3:4 |

| Acierto de penal · Acierto de penal · Acierto de penal · Acierto de penal · Acierto de penal | Óscar Rojas Hugo Cid Fernando Santana Emmanuel García Luis Martínez | 0:1 1:2 2:3 3:4 3:5 |

| 31' · 60' · 83' · 105' | David Stringel Emanuel Loeschbor Ernest Nungaray Ángel Sepúlveda |

| 40' | Luis Martínez |

| Principal  | Erick Yair Miranda Galindo |
| Asistentes | César Cerritos García      |
|            | Javier Santacruz Romo      |
| Cuarto     | Ángel Monroy Bello         |

| Alineación inicial |

| 44    | POR   | Miguel Fraga      |      |
| 36    | DEF   | Emanuel Loeschbor |      |
| 37    | DEF   | Éder Morales      |      |
| 38    | DEF   | Alberto Lucio     |      |
| 55    | DEF   | David Stringel    |      |
| 60    | MED   | Lucas Rimoldi     | 9'   |
| 61    | MED   | Rodolfo Vilchis   | 35'  |
| 64    | MED   | Diego Mejía       |      |
| 59    | DEL   | Ever Guzmán       |      |
| 68    | DEL   | Rodrigo Prieto    | 102' |
| 69    | DEL   | Ángel Sepúlveda   |      |
| D. T. | D. T. | Roberto Hernández |      |

| 26    | POR   | Mario Rodríguez   |      |
| 5     | DEF   | Braulio Godínez   |      |
| 7     | DEF   | Emannuel Gil      |      |
| 15    | DEF   | Jesus Sánchez     |      |
| 18    | DEF   | Juan Carlos Gómez |      |
| 22    | DEF   | Carlos Cárdenas   | 105' |
| 6     | MED   | Luis Martínez     |      |
| 8     | MED   | Fernando Santana  |      |
| 16    | MED   | Óscar Rojas       |      |
| 17    | MED   | Emmanuel García   |      |
| 27    | DEL   | Sinecio González  | 60'  |
| D. T. | D. T. | Cristóbal Ortega  |      |

| 46 | Centrocampista | José Rosas      | 9'   |
| 66 | Delantero      | Ernest Nungaray | 35'  |
| 70 | Delantero      | Eduardo Mendoza | 102' |

| 10 | Delantero | Jesús Padilla ( 96') | 60'  |
| 11 | Delantero | Rafael Murguía       | 96'  |
| 19 | Defensa   | Hugo Cid             | 105' |

| 25' | Luis Martínez | 0:1 |

| Acierto de penal · Fallo de penal (Atajado) · Acierto de penal · Acierto de penal | José Rosas Ever Guzmán Ángel Sepúlveda Emanuel Loeschbor | 1:1 1:2 2:3 3:4 |

| Acierto de penal · Acierto de penal · Acierto de penal · Acierto de penal · Acierto de penal | Óscar Rojas Hugo Cid Fernando Santana Emmanuel García Luis Martínez | 0:1 1:2 2:3 3:4 3:5 |

| 31' · 60' · 83' · 105' | David Stringel Emanuel Loeschbor Ernest Nungaray Ángel Sepúlveda |

| 40' | Luis Martínez |

| Principal  | Erick Yair Miranda Galindo |
| Asistentes | César Cerritos García      |
|            | Javier Santacruz Romo      |
| Cuarto     | Ángel Monroy Bello         |

| Alineación inicial |

| 44    | POR   | Miguel Fraga      |      |
| 36    | DEF   | Emanuel Loeschbor |      |
| 37    | DEF   | Éder Morales      |      |
| 38    | DEF   | Alberto Lucio     |      |
| 55    | DEF   | David Stringel    |      |
| 60    | MED   | Lucas Rimoldi     | 9'   |
| 61    | MED   | Rodolfo Vilchis   | 35'  |
| 64    | MED   | Diego Mejía       |      |
| 59    | DEL   | Ever Guzmán       |      |
| 68    | DEL   | Rodrigo Prieto    | 102' |
| 69    | DEL   | Ángel Sepúlveda   |      |
| D. T. | D. T. | Roberto Hernández |      |

| 26    | POR   | Mario Rodríguez   |      |
| 5     | DEF   | Braulio Godínez   |      |
| 7     | DEF   | Emannuel Gil      |      |
| 15    | DEF   | Jesus Sánchez     |      |
| 18    | DEF   | Juan Carlos Gómez |      |
| 22    | DEF   | Carlos Cárdenas   | 105' |
| 6     | MED   | Luis Martínez     |      |
| 8     | MED   | Fernando Santana  |      |
| 16    | MED   | Óscar Rojas       |      |
| 17    | MED   | Emmanuel García   |      |
| 27    | DEL   | Sinecio González  | 60'  |
| D. T. | D. T. | Cristóbal Ortega  |      |

| 46 | Centrocampista | José Rosas      | 9'   |
| 66 | Delantero      | Ernest Nungaray | 35'  |
| 70 | Delantero      | Eduardo Mendoza | 102' |

| 10 | Delantero | Jesús Padilla ( 96') | 60'  |
| 11 | Delantero | Rafael Murguía       | 96'  |
| 19 | Defensa   | Hugo Cid             | 105' |

| 25' | Luis Martínez | 0:1 |

| Acierto de penal · Fallo de penal (Atajado) · Acierto de penal · Acierto de penal | José Rosas Ever Guzmán Ángel Sepúlveda Emanuel Loeschbor | 1:1 1:2 2:3 3:4 |

| Acierto de penal · Acierto de penal · Acierto de penal · Acierto de penal · Acierto de penal | Óscar Rojas Hugo Cid Fernando Santana Emmanuel García Luis Martínez | 0:1 1:2 2:3 3:4 3:5 |

| 31' · 60' · 83' · 105' | David Stringel Emanuel Loeschbor Ernest Nungaray Ángel Sepúlveda |

| 40' | Luis Martínez |

| Principal  | Erick Yair Miranda Galindo |
| Asistentes | César Cerritos García      |
|            | Javier Santacruz Romo      |
| Cuarto     | Ángel Monroy Bello         |

| Alineación inicial |

| 44    | POR   | Miguel Fraga      |      |
| 36    | DEF   | Emanuel Loeschbor |      |
| 37    | DEF   | Éder Morales      |      |
| 38    | DEF   | Alberto Lucio     |      |
| 55    | DEF   | David Stringel    |      |
| 60    | MED   | Lucas Rimoldi     | 9'   |
| 61    | MED   | Rodolfo Vilchis   | 35'  |
| 64    | MED   | Diego Mejía       |      |
| 59    | DEL   | Ever Guzmán       |      |
| 68    | DEL   | Rodrigo Prieto    | 102' |
| 69    | DEL   | Ángel Sepúlveda   |      |
| D. T. | D. T. | Roberto Hernández |      |

| 26    | POR   | Mario Rodríguez   |      |
| 5     | DEF   | Braulio Godínez   |      |
| 7     | DEF   | Emannuel Gil      |      |
| 15    | DEF   | Jesus Sánchez     |      |
| 18    | DEF   | Juan Carlos Gómez |      |
| 22    | DEF   | Carlos Cárdenas   | 105' |
| 6     | MED   | Luis Martínez     |      |
| 8     | MED   | Fernando Santana  |      |
| 16    | MED   | Óscar Rojas       |      |
| 17    | MED   | Emmanuel García   |      |
| 27    | DEL   | Sinecio González  | 60'  |
| D. T. | D. T. | Cristóbal Ortega  |      |

| 46 | Centrocampista | José Rosas      | 9'   |
| 66 | Delantero      | Ernest Nungaray | 35'  |
| 70 | Delantero      | Eduardo Mendoza | 102' |

| 10 | Delantero | Jesús Padilla ( 96') | 60'  |
| 11 | Delantero | Rafael Murguía       | 96'  |
| 19 | Defensa   | Hugo Cid             | 105' |

| 25' | Luis Martínez | 0:1 |

| Acierto de penal · Fallo de penal (Atajado) · Acierto de penal · Acierto de penal | José Rosas Ever Guzmán Ángel Sepúlveda Emanuel Loeschbor | 1:1 1:2 2:3 3:4 |

| Acierto de penal · Acierto de penal · Acierto de penal · Acierto de penal · Acierto de penal | Óscar Rojas Hugo Cid Fernando Santana Emmanuel García Luis Martínez | 0:1 1:2 2:3 3:4 3:5 |

| 31' · 60' · 83' · 105' | David Stringel Emanuel Loeschbor Ernest Nungaray Ángel Sepúlveda |

| 40' | Luis Martínez |

| Principal  | Erick Yair Miranda Galindo |
| Asistentes | César Cerritos García      |
|            | Javier Santacruz Romo      |
| Cuarto     | Ángel Monroy Bello         |

| Alineación inicial |

| Campeón de Ascenso 2012-13 |
| -------------------------- |
|                            |
| La Piedad                  |
| 2° Título                  |
| Asciende a la Liga MX      |